# Pablo Gabas
Pablo Daniel Antonio Gabas (ur. 21 kwietnia 1982 w Paranie) – kostarykański piłkarz pochodzenia argentyńskiego z obywatelstwem meksykańskim występujący na pozycji ofensywnego lub środkowego pomocnika, reprezentant Kostaryki.

## Kariera klubowa
Gabas pochodzi z miasta Paraná i grę w piłkę rozpoczynał jako ośmiolatek w tamtejszym zespole Club Atlético Patronato, skąd po upływie sześciu sezonów przeniósł się do akademii juniorskiej klubu Newell’s Old Boys z siedzibą w Rosario. Tam w 2001 roku na jednym z turniejów młodzieżowych został zauważony przez wysłanników meksykańskiej ekipy Club Necaxa ze stołecznego miasta Meksyk, dokąd niebawem się przeniósł, po kilkunastu miesiącach przyjmując tamtejsze obywatelstwo. Nie potrafił jednak przebić się do seniorskiej drużyny, wobec czego wyjechał do Kostaryki, gdzie na zasadzie wypożyczenia został zawodnikiem klubu AD Santa Bárbara. W kostarykańskiej Primera División zadebiutował 23 września 2002 w wygranym 2:1 spotkaniu z Carmelitą, w którym zdobył również swojego premierowego gola w najwyższej klasie rozgrywkowej. Od razu został podstawowym zawodnikiem drużyny i barwy Santa Bárbara reprezentował przez kolejne półtora roku, nie odnosząc jednak żadnych sukcesów i zajmując ze swoim zespołem głównie miejsce w środku tabeli ligowej.
Wiosną 2004 Gabas przeszedł do jednego z największych klubów w Kostaryce, LD Alajuelense z siedzibą w mieście Alajuela. Tam szybko wywalczył sobie niepodważalne miejsce w wyjściowym składzie i w 2004 roku triumfował ze swoją ekipą w najważniejszych rozgrywkach kontynentu – Pucharze Mistrzów CONCACAF. W sezonie 2004/2005 zdobył za to z Alajuelense tytuł mistrza Kostaryki oraz wygrał rozgrywki Copa Interclubes UNCAF. W późniejszym czasie został mianowany kapitanem zespołu, a podczas rozgrywek 2006/2007 zdobył wicemistrzostwo kraju. Sukces ten powtórzył również rok później, podczas wiosennego sezonu Clausura 2008. Po niemal pięciu latach spędzonych z sukcesami w Alajuelense powrócił do Meksyku, do swojego byłego zespołu Club Necaxa, w którego barwach 22 stycznia 2008 w zremisowanym 2:2 meczu z Tecos UAG zadebiutował w meksykańskiej Primera División. Jedyną bramkę w swojej drużynie zdobył 20 września tego samego roku z rzutu wolnego w zremisowanym 1:1 pojedynku z Deportivo Toluca, a barwy Necaxy reprezentował ostatecznie przez rok, bez poważniejszych osiągnięć i przeważnie jako rezerwowy.
W lipcu 2009 Gabas powrócił do LD Alajuelense, gdzie występował przez następne cztery lata, będąc kapitanem i głównym rozgrywającym odnoszącego wiele sukcesów na arenie krajowej zespołu, prowadzonego wówczas przez szkoleniowca Oscara Ramíreza. Podczas jesiennych rozgrywek Apertura 2010 osiągnął wraz z drużyną swoje drugie mistrzostwo Kostaryki i został wybrany na najlepszego obcokrajowca występującego w lidze kostarykańskiej. Pierwsze z wymienionych osiągnięć powtórzył także po upływie pół roku, w wiosennym sezonie Clausura 2011, zaś podczas rozgrywek Apertura 2011 zdobył czwarty ogółem, a trzeci z rzędu tytuł mistrza kraju. Rok później, w sezonie Apertura 2012, zanotował swoje piąte mistrzostwo Kostaryki. Na początku 2013 roku po raz kolejny wyjechał do Meksyku, za sumę ponad 300 tysięcy dolarów zasilając drużynę Querétaro FC. Tam spędził udane sześć miesięcy, po których władze klubu zdecydowały się wykupić go na stałe za 200 tysięcy dolarów. Od tamtego czasu nie potrafił sobie jednak wywalczyć miejsca w pierwszym składzie, pełniąc rolę głębokiego rezerwowego.
Wiosną 2014 Gabas udał się na wypożyczenie do ekipy Chiapas FC z siedzibą w mieście Tuxtla Gutiérrez, lecz tam jego sytuacja nie uległa poprawie i w ciągu pół roku wystąpił w zaledwie dwóch ligowych spotkaniach. Bezpośrednio po tym powrócił do Kostaryki, gdzie po raz w trzeci w karierze został zawodnikiem drużyny, z którą osiągał największe sukcesy w karierze – LD Alajuelense.
| Sezon     | Klub             | Kraj      | Rozgrywki        | Mecze | Bramki |
| --------- | ---------------- | --------- | ---------------- | ----- | ------ |
| 2002/2003 | AD Santa Bárbara | Kostaryka | Primera División |       |        |
| 2003/2004 | AD Santa Bárbara | Kostaryka | Primera División | 17    | 3      |
| 2003/2004 | LD Alajuelense   | Kostaryka | Primera División |       |        |
| 2004/2005 | LD Alajuelense   | Kostaryka | Primera División | 35    | 8      |
| 2005/2006 | LD Alajuelense   | Kostaryka | Primera División | 18    | 2      |
| 2006/2007 | LD Alajuelense   | Kostaryka | Primera División | 24    | 1      |
| 2007/2008 | LD Alajuelense   | Kostaryka | Primera División | 28    | 0      |
| 2008/2009 | Club Necaxa      | Meksyk    | Liga MX          | 20    | 1      |
| 2009/2010 | LD Alajuelense   | Kostaryka | Primera División | 22    | 3      |
| 2010/2011 | LD Alajuelense   | Kostaryka | Primera División | 26    | 6      |
| 2011/2012 | LD Alajuelense   | Kostaryka | Primera División | 29    | 9      |
| 2012/2013 | LD Alajuelense   | Kostaryka | Primera División | 21    | 5      |
| 2012/2013 | Querétaro FC     | Meksyk    | Liga MX          | 9     | 0      |
| 2013/2014 | Querétaro FC     | Meksyk    | Liga MX          | 1     | 0      |
| 2013/2014 | Chiapas FC       | Meksyk    | Liga MX          | 2     | 0      |
| 2014/2015 | LD Alajuelense   | Kostaryka | Primera División | 40    | 7      |

## Kariera reprezentacyjna
We wrześniu 2011 Gabas otrzymał kostarykański paszport, wskutek wieloletniego zamieszkania w Kostaryce i zawarciu małżeństwa z obywatelką tego kraju. Posiadający potrójne obywatelstwo zawodnik (oprócz kostarykańskiego także argentyńskie i meksykańskie) niedługo potem zdecydował się na występy w reprezentacji Kostaryki, w której zadebiutował za kadencji kolumbijskiego selekcjonera Jorge Luisa Pinto, 29 lutego 2012 w wygranym 1:0 meczu towarzyskim z Walią.